# Copa Pilsener de fútbol playa 2012
La Copa Pilsener de Fútbol Playa 2014 fue la primera edición del torneo patrocinado por Beach Soccer Worldwide (BSWW) que se desarrolló del 4 al 5 de abril en la Costa del Sol, El Salvador. Los equipos participantes fueron las selecciones nacionales de El Salvador, Costa Rica, Uruguay y Guatemala, Resultando la selección de Guatemala como campeona y la selección local en segundo lugar.

## Equipos participantes
| Equipos participantes | Equipos participantes | Equipos participantes | Equipos participantes |
| --------------------- | --------------------- | --------------------- | --------------------- |
| Uruguay               | El Salvador           | Guatemala             | Costa Rica            |

## Sistema de competencia
El torneo se llevó a cabo bajo el sistema de todos contra todos; El ganador fue el que al final de haber jugado los dos partidos correspondientes logró mayor número de puntos.

## Posiciones
| Equipo      | Pts | PJ | PG | PG+ | PP | GF | GC | Dif |
| ----------- | --- | -- | -- | --- | -- | -- | -- | --- |
| Guatemala   | 5   | 2  | 1  | 1   | 0  | 5  | 3  | +2  |
| El Salvador | 3   | 2  | 1  | 0   | 1  | 12 | 9  | +3  |
| Uruguay     | 3   | 2  | 1  | 0   | 1  | 7  | 6  | +1  |
| Costa Rica  | 0   | 2  | 0  | 0   | 2  | 5  | 11 | -6  |

### Partidos
| Fecha              | Lugar                 |             |                        | Resultado  |                       |            |
| ------------------ | --------------------- | ----------- | ---------------------- | ---------- | --------------------- | ---------- |
| 4 de abril de 2012 | San Luis La Herradura | El Salvador | Bandera de El Salvador | 10:5       | Bandera de Costa Rica | Costa Rica |
| 4 de abril de 2013 | San Luis La Herradura | Guatemala   | Bandera de Guatemala   | 4:3 (pró.) | Bandera de Uruguay    | Uruguay    |
| 5 de abril de 2013 | San Luis La Herradura | El Salvador | Bandera de El Salvador | 2:4        | Bandera de Uruguay    | Uruguay    |
| 5 de abril de 2013 | San Luis La Herradura | Guatemala   | Bandera de Guatemala   | 1:0        | Bandera de Costa Rica | Costa Rica |